# 崋山郡 (陝西省)
華山郡（かざん-ぐん）は、中国にかつて設置された郡。現在の陝西省渭南市華州区一帯に相当する。
440年（太平真君元年）、北魏により設置された。北魏の華山郡は華州に属し、華陰・鄭・夏陽・敷西・郃陽の5県を管轄した。県治は鄭県に置かれた。526年（孝昌2年）に東雍州の管轄となり、西魏になると華州の管轄とされた。582年（開皇3年）、隋により廃止された。617年（義寧元年）、京兆郡の鄭県・華陰県を分割して華山郡が置かれた。618年（武徳元年）、唐により華山郡は華州と改められた。